# Douglas Sequeira
Douglas Esteban Sequeira Solano (*  23. August 1977 in San José) ist ein ehemaliger costa-ricanischer Fußballspieler (Verteidiger).

## Karriere
Sequeira wechselte 1997 aus seinem Heimatland zu Feyenoord Rotterdam, wo er bis 1999 aktiv war, als er zum Karlsruher SC wechselte. In der Saison 1999/2000 bestritt er für den KSC 24 Zweitligaspiele, stieg aber mit seiner Mannschaft als 18. am Saisonende ab. Daraufhin wechselte er zurück nach Costa Rica, wo er bis 2004 für Deportivo Saprissa und AD Municipal Liberia spielte. 2004 wurde er mit Deportivo Saprissa Landesmeister.
Zur Saison 2005 wurde er von Real Salt Lake in die Major League Soccer geholt, jedoch sofort an C.D. Chivas USA weitergegeben, wo er in der Saison 2005 spielte. Noch während jener Saison wechselte er zu Real Salt Lake zurück. Nach der Saison 2006 wurde sein Vertrag nicht verlängert. Sequeira unterzeichnete im Dezember 2006 einen Drei-Jahres-Vertrag bei Tromsø IL. Im August 2009 wechselte er zurück in seine Heimat zu Deportivo Saprissa.
Sequeira spielte für verschiedenen costa-ricanische Jugendnationalmannschaften. 2004 gab er sein Debüt in der A-Nationalmannschaft. Seither vertrat er sein Land bei der Copa América 2004 in Peru, beim CONCACAF Gold Cup 2005 in den USA und bei der erfolgreichen Qualifikation für die Fußball-Weltmeisterschaft 2006 in Deutschland.